# Communauté d’agglomération du Bassin de Brive
Die Communauté d’agglomération du Bassin de Brive (CAB) ist ein französischer Gemeindeverband mit der Rechtsform einer Communauté d’agglomération im Département Corrèze in der Region Nouvelle-Aquitaine. Sie wurde am 1. Januar 2014 gegründet und umfasst 48 Gemeinden. Der Verwaltungssitz befindet sich in der Stadt Brive-la-Gaillarde.

## Historische Entwicklung
Der Gemeindeverband entstand im Jahr 2014 aus der Fusion der Vorgängerorganisationen Communauté d’agglomération de Brive, Communauté de communes de Juillac-Loyre-Auvézère, Communauté de communes du Pays de l’Yssandonnais, Communauté de communes des Portes du Causse, Communauté de communes Vézère-Causse und einiger Gemeinden aus der Communauté de communes des trois A : A20, A89 et Avenir.

## Mitgliedsgemeinden
| Gemeinde                                      | Einwohner 1. Januar 2022 | Fläche km² | Dichte Einw./km² | Code INSEE | Postleitzahl |
| --------------------------------------------- | ------------------------ | ---------- | ---------------- | ---------- | ------------ |
| Allassac                                      | 4.050                    | 39,01      | 104              | 19005      | 19240        |
| Ayen                                          | 712                      | 13,16      | 54               | 19015      | 19310        |
| Brignac-la-Plaine                             | 967                      | 18,72      | 52               | 19030      | 19310        |
| Brive-la-Gaillarde                            | 46.769                   | 48,59      | 963              | 19031      | 19100        |
| Chabrignac                                    | 528                      | 11,04      | 48               | 19035      | 19350        |
| Chartrier-Ferrière                            | 377                      | 15,16      | 25               | 19047      | 19600        |
| Chasteaux                                     | 747                      | 18,75      | 40               | 19049      | 19600        |
| Cosnac                                        | 3.042                    | 19,98      | 152              | 19063      | 19360        |
| Cublac                                        | 1.730                    | 20,18      | 86               | 19066      | 19520        |
| Dampniat                                      | 707                      | 15,38      | 46               | 19068      | 19360        |
| Donzenac                                      | 2.714                    | 24,24      | 112              | 19072      | 19270        |
| Estivals                                      | 136                      | 8,88       | 15               | 19077      | 19600        |
| Estivaux                                      | 408                      | 16,58      | 25               | 19078      | 19410        |
| Jugeals-Nazareth                              | 951                      | 10,95      | 87               | 19093      | 19500        |
| Juillac                                       | 1.147                    | 33,14      | 35               | 19094      | 19350        |
| La Chapelle-aux-Brocs                         | 460                      | 4,99       | 92               | 19043      | 19360        |
| Larche                                        | 1.654                    | 5,74       | 288              | 19107      | 19600        |
| Lascaux                                       | 226                      | 7,26       | 31               | 19109      | 19130        |
| Lissac-sur-Couze                              | 688                      | 12,62      | 55               | 19117      | 19600        |
| Louignac                                      | 244                      | 21,91      | 11               | 19120      | 19310        |
| Malemort                                      | 7.995                    | 19,65      | 407              | 19123      | 19360        |
| Mansac                                        | 1.542                    | 18,40      | 84               | 19124      | 19520        |
| Nespouls                                      | 641                      | 20,14      | 32               | 19147      | 19600        |
| Noailles                                      | 945                      | 12,57      | 75               | 19151      | 19600        |
| Objat                                         | 3.737                    | 9,57       | 390              | 19153      | 19130        |
| Perpezac-le-Blanc                             | 431                      | 19,42      | 22               | 19161      | 19310        |
| Rosiers-de-Juillac                            | 175                      | 9,85       | 18               | 19177      | 19350        |
| Sadroc                                        | 1.000                    | 19,26      | 52               | 19178      | 19270        |
| Saint-Aulaire                                 | 769                      | 10,79      | 71               | 19182      | 19130        |
| Saint-Bonnet-l’Enfantier                      | 413                      | 11,78      | 35               | 19188      | 19410        |
| Saint-Bonnet-la-Rivière                       | 404                      | 10,11      | 40               | 19187      | 19130        |
| Saint-Cernin-de-Larche                        | 678                      | 9,15       | 74               | 19191      | 19600        |
| Saint-Cyprien                                 | 393                      | 7,86       | 50               | 19195      | 19130        |
| Saint-Cyr-la-Roche                            | 458                      | 8,24       | 56               | 19196      | 19130        |
| Saint-Pantaléon-de-Larche                     | 5.006                    | 23,47      | 213              | 19229      | 19600        |
| Saint-Pardoux-l’Ortigier                      | 486                      | 12,98      | 37               | 19234      | 19270        |
| Saint-Robert                                  | 294                      | 6,08       | 48               | 19239      | 19310        |
| Saint-Solve                                   | 451                      | 5,84       | 77               | 19242      | 19130        |
| Saint-Viance                                  | 1.888                    | 16,23      | 116              | 19246      | 19240        |
| Sainte-Féréole                                | 2.060                    | 35,58      | 58               | 19202      | 19270        |
| Segonzac                                      | 201                      | 20,21      | 10               | 19253      | 19310        |
| Turenne                                       | 803                      | 28,03      | 29               | 19273      | 19500        |
| Ussac                                         | 4.271                    | 24,63      | 173              | 19274      | 19270        |
| Varetz                                        | 2.436                    | 20,38      | 120              | 19278      | 19240        |
| Vars-sur-Roseix                               | 409                      | 4,26       | 96               | 19279      | 19130        |
| Vignols                                       | 529                      | 15,41      | 34               | 19286      | 19130        |
| Voutezac                                      | 1.243                    | 22,38      | 56               | 19288      | 19130        |
| Yssandon                                      | 696                      | 20,17      | 35               | 19289      | 19310        |
| Communauté d’agglomération du Bassin de Brive | 108.611                  | 808,72     | 134              | –          | –            |

## Quelle
1. ↑  www.collectivites-locales.gouv.fr
2. ↑  CA du Bassin de Brive (SIREN: 200 043 172) in der Base nationale sur l’intercommunalité (BANATIC) des französischen Innenministeriums (französisch), abgerufen am 10. Oktober 2016.